# Station Champlan
Champlan is een station met een tramtrein bediend door Tramlijn 12 van de Tram van Île-de-France gelegen in de Franse gemeente Champlan in het departement Essonne.
Het station werd aangelegd tussen februari 2022 en december 2023. Het is een onbeheerde stopplaats (PANG) met gratis toegang. Het heeft twee perrons. Het is uitgerust met schuilplaatsen op elk van de perrons en automaten voor het kopen en afstempelen van tickets. Het is een station dat "zelfstandig" toegankelijk is voor mensen in een rolstoel, dankzij hellingen. De sporen worden gekruist via een doorgang onder de sporen en liften. Sinds 9 december 2023 wordt het bediend door de tramlijn T12, een tramtreinlijn die het station Évry - Courcouronnes verbindt met het station Massy - Palaiseau. De perrons van het station liggen aan de spoorlijn van de Grande Ceinture de Paris.
Aan het station is ook een bushalte van lijn F van het busnetwerk Paris Saclay. Het station biedt directe toegang tot de economische activiteitszone Gare de Champlan - Pré de Paris, die 30 hectare zal beslaan, evenals het centrum van de gemeente Champlan.

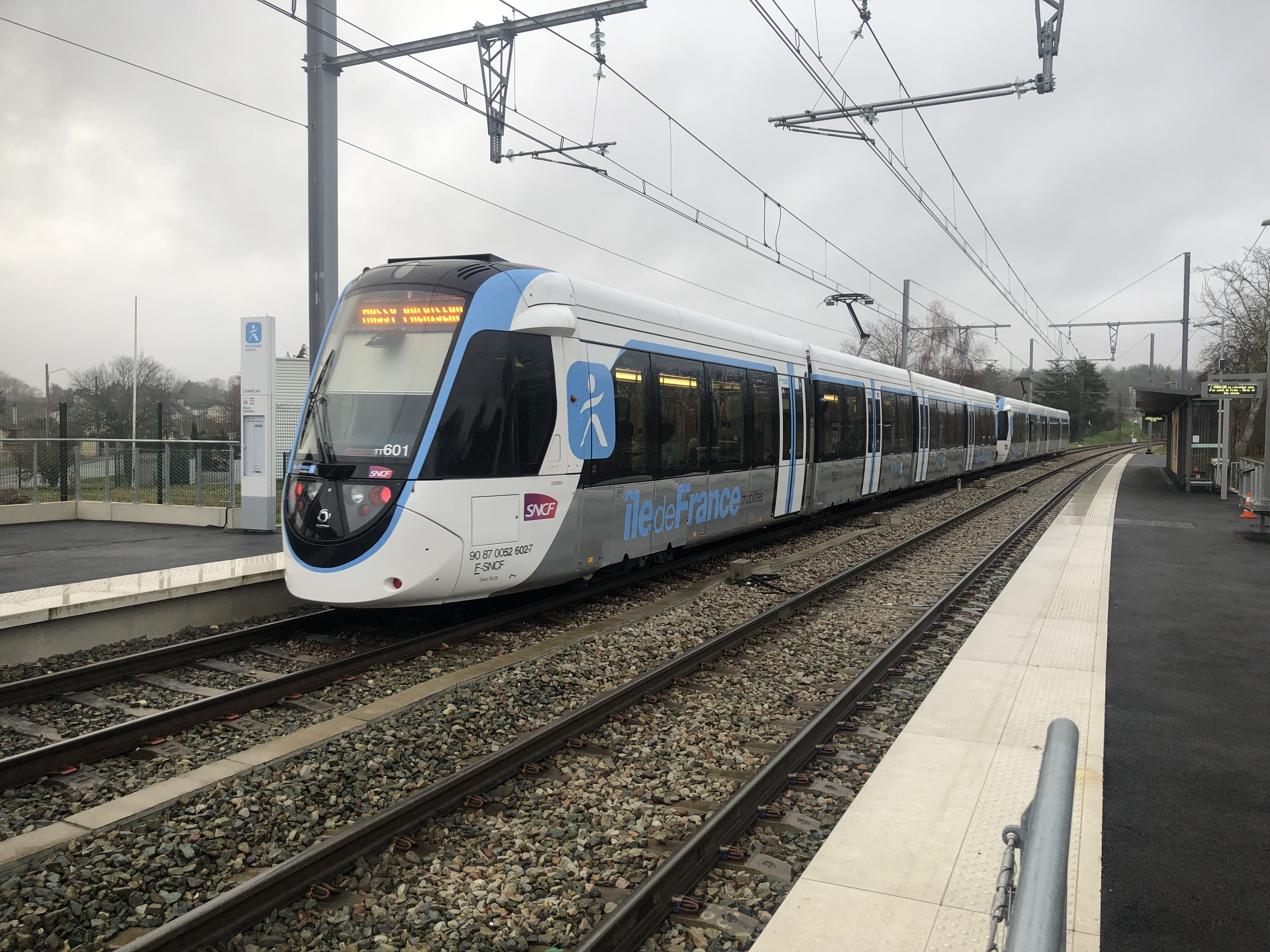
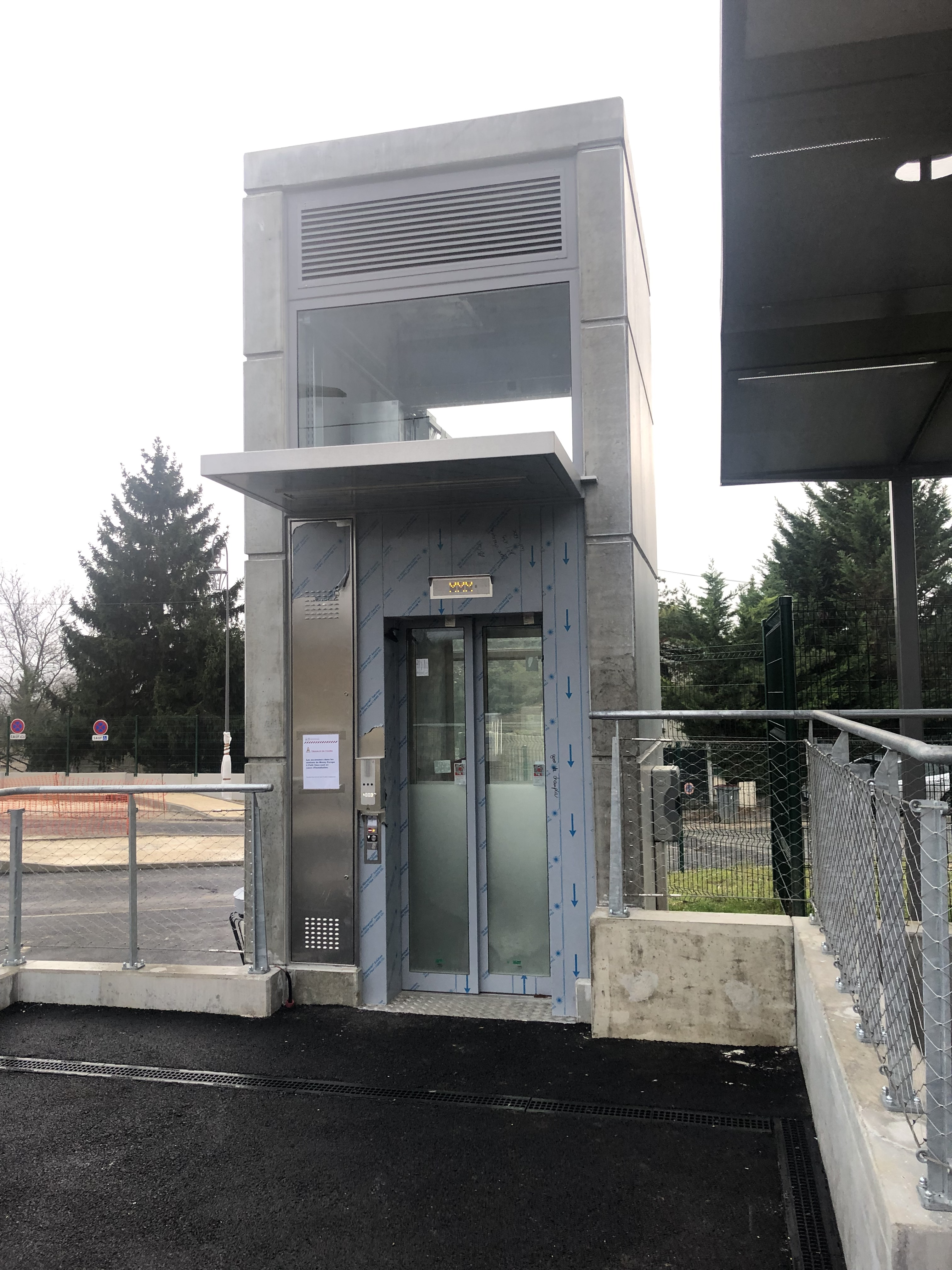
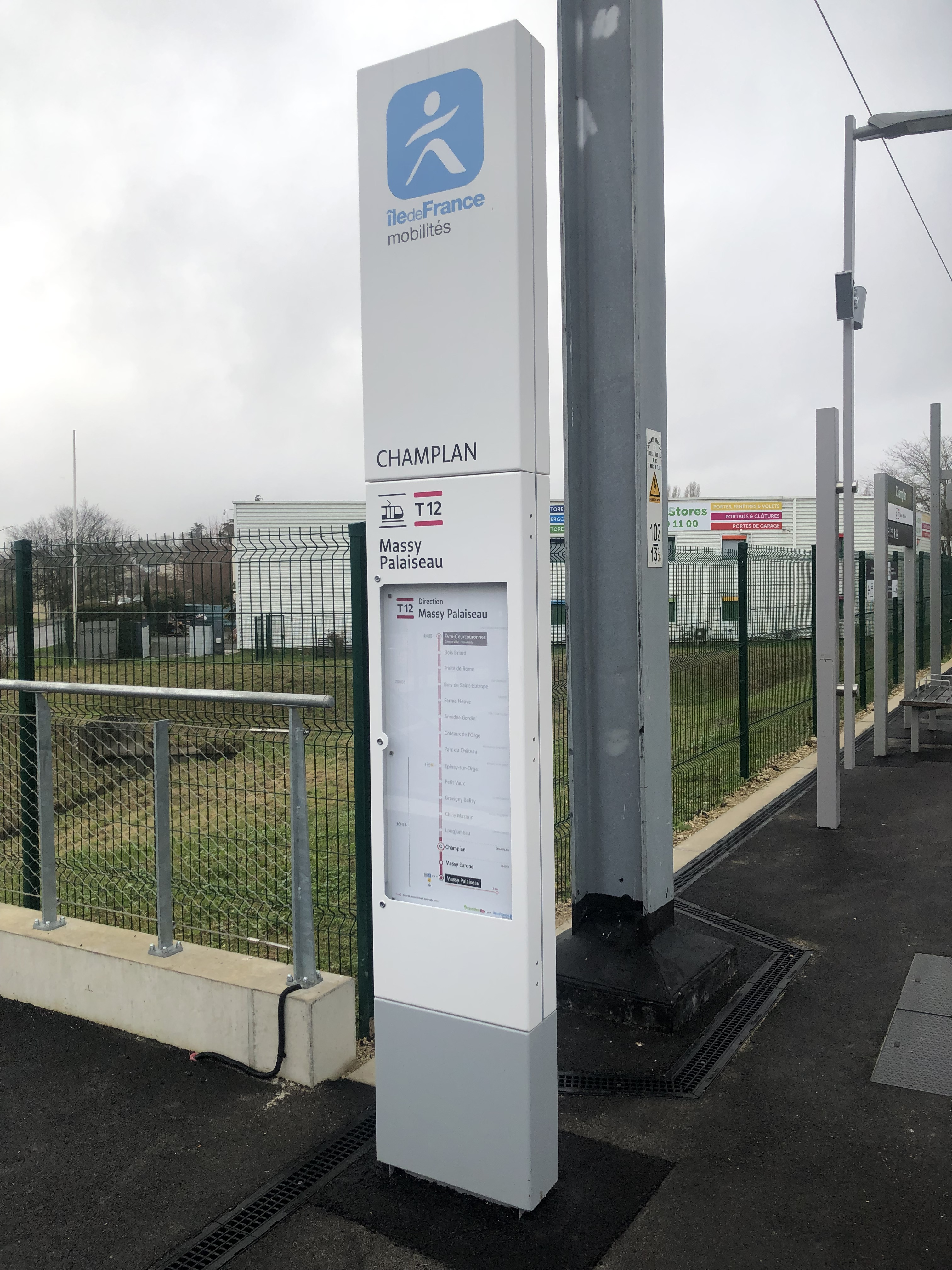
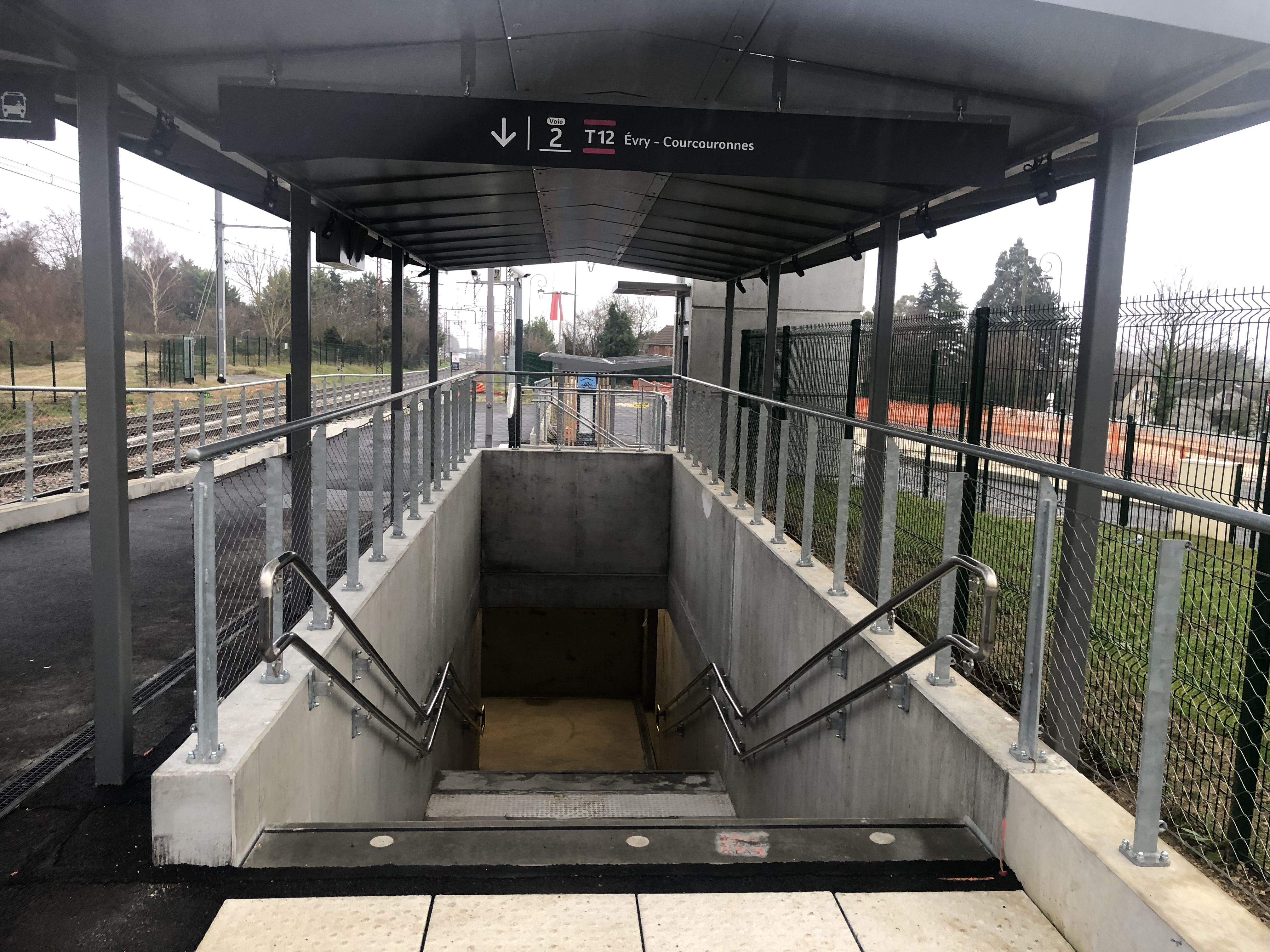

## Oud station

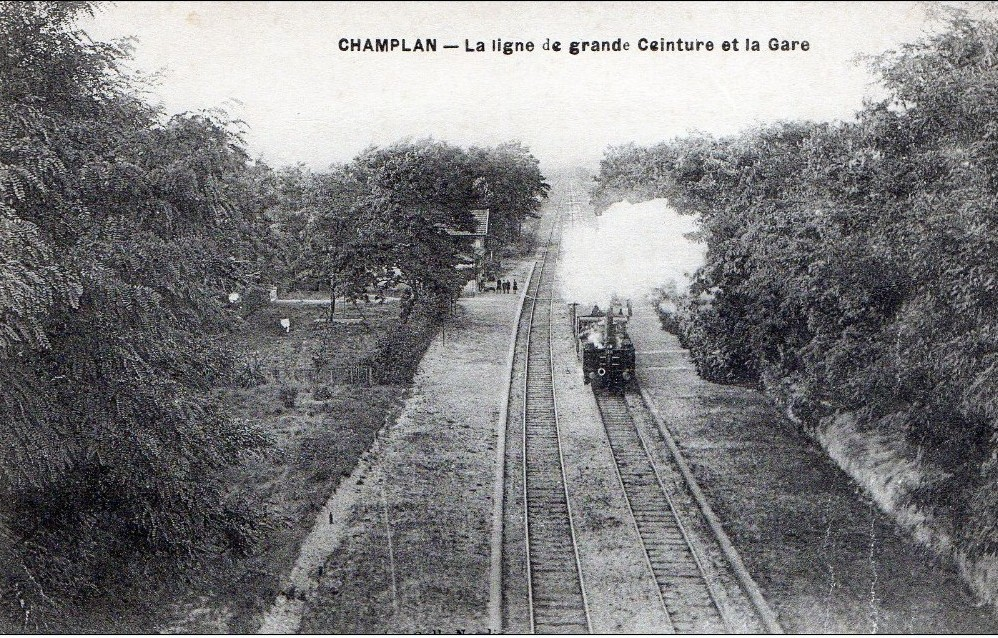
Oud station van Champlan

Op 1 mei 1883 werd een halte geopend voor reizigersverkeer op de spoorlijn Grande Ceinture. Deze werd begin 1900 omgevormd tot een station. Dat station bevond zich op kilometerpunt (PK) 103.4 van de Grande Ceinture-lijn (48° 42′ 56″ NB, 2° 16′ 30″ OL), ter hoogte van de huidige Chemin de Massy. Het station werd opgeheven op 15 mei 1939 en het station werd nadien afgebroken. Het lag ook relatief ver van het centrum van Champlan en na de aanleg in 1972 van de A10 was de toenmalige ligging ten noorden van de autosnelweg helemaal niet opportuun meer voor een nieuw station voor Champlan.